# Campionato europeo C di football americano 2012
Il campionato europeo C di football americano 2012 (in lingua inglese 2012 American Football European Championship - Pool C), noto anche come Svizzera-Austria 2012 in quanto disputato in tali Stati, è stato la terza edizione del campionato europeo C di football americano per squadre nazionali maggiori maschili organizzato dalla EFAF.
Ha avuto inizio il 14 settembre 2012, e si è concluso il 16 settembre 2012 allo Stadion Herrenried di Hohenems.

## Stadi
Distribuzione degli stadi del campionato europeo C di football americano 2012
| San Gallo                 | Stadion Gründenmoos (San Gallo) Stadion Herrenried (Hohenems) | Hohenems                  |
| Stadion Gründenmoos       | Stadion Gründenmoos (San Gallo) Stadion Herrenried (Hohenems) | Stadion Herrenried        |
| 47°24′38.93″N 9°18′19.9″E | Stadion Gründenmoos (San Gallo) Stadion Herrenried (Hohenems) | 47°22′11.61″N 9°40′41.2″E |
| Capacità:                 | Stadion Gründenmoos (San Gallo) Stadion Herrenried (Hohenems) | Capacità:                 |
| Altitudine:               | Stadion Gründenmoos (San Gallo) Stadion Herrenried (Hohenems) | Altitudine:               |
|                           | Stadion Gründenmoos (San Gallo) Stadion Herrenried (Hohenems) |                           |

## Squadre partecipanti
| Pr. | Squadra     | Data di qualificazione | Qualificata in quanto          | Ultima partecipazione |
| --- | ----------- | ---------------------- | ------------------------------ | --------------------- |
| 1   | Russia      |                        | Retrocessa dall'Europeo B 2009 | Danimarca 2003        |
| 2   | Serbia      |                        |                                | Austria 2007          |
| 3   | Svizzera    |                        | Nazione organizzarice          | Austria 2007          |
| 4   | Paesi Bassi |                        |                                |                       |

## Risultati

### Incontro di qualificazione
| Mosca 4 agosto 2012 | Russia | 46 – 0 | Bielorussia |  |

### Semifinali
| San Gallo 14 settembre 2012, ore 13:00 CEST Incontro 1 | Paesi Bassi | 14 – 21 (0-0 6-14 8-7 0-0) referto | Serbia | Stadion Gründenmoos (300 spett.) |
| S. Kunst 2':38" Q2 ( TD ) 11yd pass from R. Bouthoorn R. Graanoogst 10':05" Q3 ( TD ) 51yd pass from R. Bouthoorn R. Bouthoorn Q3 ( tpc ) Marcatori J. Mihalio 1':04" Q2 ( TD ) 25yd run S. Stanojev Q2 ( pat ) J. Mihalio 7':00" Q2 ( TD ) 11yd run S. Stanojev Q2 ( pat ) J. Mihalio 8':05" Q3 ( TD ) 70yd run S. Stanojev Q3 ( pat ) Winston Ronde Allenatori Sean Embree |             | |        |                                  |
| |             | |        |                                  |
| S. Kunst 2':38" Q2 (TD) 11yd pass from R. Bouthoorn R. Graanoogst 10':05" Q3 (TD) 51yd pass from R. Bouthoorn R. Bouthoorn Q3 (tpc) | Marcatori   | J. Mihalio 1':04" Q2 (TD) 25yd run S. Stanojev Q2 (pat) J. Mihalio 7':00" Q2 (TD) 11yd run S. Stanojev Q2 (pat) J. Mihalio 8':05" Q3 (TD) 70yd run S. Stanojev Q3 (pat) |        |                                  |
| Winston Ronde | Allenatori  | Sean Embree |        |                                  |

| San Gallo 14 settembre 2012, ore 19:00 CEST Incontro 2 | Svizzera   | 20 – 19 (7-0 0-13 13-0 0-6) referto | Russia | Stadion Gründenmoos (ca. 700 spett.) |
| T. Muggwyler 8':37" Q1 ( TD ) 2yd run D. Roques Q1 ( pat ) M. Boller 4':48" Q3 ( TD ) 8yd pass from M. Niklaus R. Meier Q3 ( pat ) B. Keene 8':59" Q3 ( TD ) 8yd pass from M. Niklaus Marcatori E. Sigayev 0':58" Q2 ( TD ) 3yd run P. Khoroshilov 5':37" Q2 ( TD ) 5yd run E. Sigayev Q2 ( pat ) P. Voronenko 5':51" Q4 ( TD ) 13yd pass from E. Sigayev Eki Tara Allenatori ? |            | |        |                                      |
| |            | |        |                                      |
| T. Muggwyler 8':37" Q1 (TD) 2yd run D. Roques Q1 (pat) M. Boller 4':48" Q3 (TD) 8yd pass from M. Niklaus R. Meier Q3 (pat) B. Keene 8':59" Q3 (TD) 8yd pass from M. Niklaus | Marcatori  | E. Sigayev 0':58" Q2 (TD) 3yd run P. Khoroshilov 5':37" Q2 (TD) 5yd run E. Sigayev Q2 (pat) P. Voronenko 5':51" Q4 (TD) 13yd pass from E. Sigayev |        |                                      |
| Eki Tara | Allenatori | ? |        |                                      |

### Finali

#### Finale per il 3º posto
| Hohenems 16 settembre 2012, ore 13:00 CEST Incontro 3 | Paesi Bassi | 17 – 15 (0-3 0-6 10-0 7-6) referto                                                                                | Russia | Stadion Herrenried |
| R. Graanoogst Q3 ( TD ) 4yd pass from R. Bouthoorn R. Hein Q3 ( pat ) R. Hein Q3 ( FG ) 45yd H. Koopmans Q4 ( TD ) 1yd run R. Hein Q4 ( pat ) } Marcatori D. Lantsov Q1 ( FG ) 25yd V. Fatukhin Q2 ( TD ) 36yd pass from E. Sigayev D. Lantsov Q4 ( TD ) 48yd interception return Winston Ronde Allenatori |             | |        |                    |
| |             | |        |                    |
| R. Graanoogst Q3 (TD) 4yd pass from R. Bouthoorn R. Hein Q3 (pat) R. Hein Q3 (FG) 45yd H. Koopmans Q4 (TD) 1yd run R. Hein Q4 (pat) } | Marcatori   | D. Lantsov Q1 (FG) 25yd V. Fatukhin Q2 (TD) 36yd pass from E. Sigayev D. Lantsov Q4 (TD) 48yd interception return |        |                    |
| Winston Ronde | Allenatori  | |        |                    |

#### Finale
| Hohenems 16 settembre 2012, ore 17:00 CEST Incontro 4 | Serbia     | 20 – 14 (13-0 7-7 0-0 0-7) referto | Svizzera | Stadion Herrenried |
| J. Mihalio Q1 ( TD ) 55yd run S. Stanojev Q1 ( pat ) J. Mihalio Q1 ( TD ) 5yd run M. Bajcetic Q2 ( TD ) 5yd pass from V. Milic S. Stanojev Q2 ( pat ) Marcatori B. Keene Q2 ( TD ) 40yd pass from M. Niklaus R. Meier Q2 ( pat ) J. Provençal Q4 ( TD ) 61yd fumble recovery R. Meier Q4 ( pat ) Participation 2 S. Stanojev 3 I. Radoicic 5 M. Bakovic 7 D. Avramovic 8 I. Radocic 10 V. Milic 14 M. Bates 16 P. Plamenac 17 L. Bogicevic 21 P. Scekic 22 D. Cvetkovic 25 A. Ristic 28 I. Nedeljkovic 32 J. Mihalio 35 Z. Loncarevic 36 M. Jankovic 53 M. Stefanov 55 V. Vasilic 70 I. Garilovic 77 N. Mirkovic 81 B. Bosnjak 84 M. Lugonja 85 M. Bajcetic 91 M. Lisanin 92 V. Radenovic Formazioni Participation 8 M. Niklaus 20 J. Provençal 21 T. Muggwyler 24 A. Golay 27 C. Charpilloz 30 C. Dayron 33 A. Fahrni 34 F. Schaller 36 L. Luetscher 39 D. Campos 40 S. Marti 42 R. Bernasconi 45 S. Zueger 49 M. Wilhelmi 66 A. Schneider 70 N. Blattner 80 B. Kohli 81 B. Keene 83 M. Boller 86 R. Meier 87 C. Codemo 93 L. Schnyder Sean Embree Allenatori Eki Tara |            | |          |                    |
| |            | |          |                    |
| J. Mihalio Q1 (TD) 55yd run S. Stanojev Q1 (pat) J. Mihalio Q1 (TD) 5yd run M. Bajcetic Q2 (TD) 5yd pass from V. Milic S. Stanojev Q2 (pat) | Marcatori  | B. Keene Q2 (TD) 40yd pass from M. Niklaus R. Meier Q2 (pat) J. Provençal Q4 (TD) 61yd fumble recovery R. Meier Q4 (pat) |          |                    |
| Participation - 2 S. Stanojev - 3 I. Radoicic - 5 M. Bakovic - 7 D. Avramovic - 8 I. Radocic - 10 V. Milic - 14 M. Bates - 16 P. Plamenac - 17 L. Bogicevic - 21 P. Scekic - 22 D. Cvetkovic - 25 A. Ristic - 28 I. Nedeljkovic - 32 J. Mihalio - 35 Z. Loncarevic - 36 M. Jankovic - 53 M. Stefanov - 55 V. Vasilic - 70 I. Garilovic - 77 N. Mirkovic - 81 B. Bosnjak - 84 M. Lugonja - 85 M. Bajcetic - 91 M. Lisanin - 92 V. Radenovic | Formazioni | Participation - 8 M. Niklaus - 20 J. Provençal - 21 T. Muggwyler - 24 A. Golay - 27 C. Charpilloz - 30 C. Dayron - 33 A. Fahrni - 34 F. Schaller - 36 L. Luetscher - 39 D. Campos - 40 S. Marti - 42 R. Bernasconi - 45 S. Zueger - 49 M. Wilhelmi - 66 A. Schneider - 70 N. Blattner - 80 B. Kohli - 81 B. Keene - 83 M. Boller - 86 R. Meier - 87 C. Codemo - 93 L. Schnyder |          |                    |
| Sean Embree | Allenatori | Eki Tara |          |                    |

## Campione
| Campione Serbia promossa nel Campionato europeo B di football americano 2013 in Italia. |

## Marcatori
| Giocatore      | Naz.        | TD rush | TD recv | TD int | TD p.ret | TD k.ret | TD oth | Xp1 | Xp2 | FG | Saf | Totale |
| -------------- | ----------- | ------- | ------- | ------ | -------- | -------- | ------ | --- | --- | -- | --- | ------ |
| J. Mihalio     | Serbia      | 5       | 0       | 0      | 0        | 0        | 0      | 0   | 0   | 0  | 0   | 30     |
| R. Graanoogst  | Paesi Bassi | 0       | 2       | 0      | 0        | 0        | 0      | 0   | 0   | 0  | 0   | 12     |
| B. Keene       | Svizzera    | 0       | 2       | 0      | 0        | 0        | 0      | 0   | 0   | 0  | 0   | 12     |
| D. Lantsov     | Russia      | 0       | 0       | 1      | 0        | 0        | 0      | 0   | 0   | 1  | 0   | 9      |
| E. Sigayev     | Russia      | 1       | 0       | 0      | 0        | 0        | 0      | 1   | 0   | 0  | 0   | 7      |
| M. Bajcetic    | Serbia      | 0       | 1       | 0      | 0        | 0        | 0      | 0   | 0   | 0  | 0   | 6      |
| M. Boller      | Svizzera    | 0       | 1       | 0      | 0        | 0        | 0      | 0   | 0   | 0  | 0   | 6      |
| V. Fatukhin    | Russia      | 0       | 1       | 0      | 0        | 0        | 0      | 0   | 0   | 0  | 0   | 6      |
| P. Khoroshilov | Russia      | 1       | 0       | 0      | 0        | 0        | 0      | 0   | 0   | 0  | 0   | 6      |
| H. Koopmans    | Paesi Bassi | 1       | 0       | 0      | 0        | 0        | 0      | 0   | 0   | 0  | 0   | 6      |
| S. Kunst       | Paesi Bassi | 0       | 1       | 0      | 0        | 0        | 0      | 0   | 0   | 0  | 0   | 6      |
| T. Muggwyler   | Svizzera    | 1       | 0       | 0      | 0        | 0        | 0      | 0   | 0   | 0  | 0   | 6      |
| J. Provençal   | Svizzera    | 0       | 0       | 0      | 0        | 0        | 1      | 0   | 0   | 0  | 0   | 6      |
| P. Voronenko   | Russia      | 1       | 0       | 0      | 0        | 0        | 0      | 0   | 0   | 0  | 0   | 6      |
| R. Hein        | Paesi Bassi | 0       | 0       | 0      | 0        | 0        | 0      | 2   | 0   | 1  | 0   | 5      |
| S. Stanojev    | Serbia      | 0       | 0       | 0      | 0        | 0        | 0      | 5   | 0   | 0  | 0   | 5      |
| R. Meier       | Svizzera    | 0       | 0       | 0      | 0        | 0        | 0      | 3   | 0   | 0  | 0   | 3      |
| R. Bouthoorn   | Paesi Bassi | 0       | 0       | 0      | 0        | 0        | 0      | 0   | 1   | 0  | 0   | 2      |
| D. Roques      | Svizzera    | 0       | 0       | 0      | 0        | 0        | 0      | 1   | 0   | 0  | 0   | 1      |

## Passer rating
La classifica tiene in considerazione soltanto i quarterback con almeno 20 lanci effettuati.
| Giocatore    | Naz.        | G | Att | Comp | Int | Yds | TD | NFL   | NCAA   |
| ------------ | ----------- | - | --- | ---- | --- | --- | -- | ----- | ------ |
| E. Sigayev   | Russia      | 2 | 45  | 18   | 0   | 237 | 2  | 72,18 | 98,91  |
| M. Niklaus   | Svizzera    | 2 | 53  | 30   | 4   | 361 | 3  | 65,06 | 114,40 |
| R. Bouthoorn | Paesi Bassi | 2 | 49  | 20   | 3   | 244 | 3  | 51,74 | 90,60  |
| D. Avramovic | Serbia      | 2 | 20  | 7    | 0   | 41  | 0  | 43,75 | 52,22  |